# Amplificador genètic

Localització de l'amplificador al cromosoma, junt amb els gens i els aïllants

Un amplificador genètic (en anglès enhancer que significa millorar, reforçar, potenciar) és una curta regió d'ADN eucariota que pot unir-se a factors de transcripció per augmentar la velocitat de transcripció gènica, fins a 200 vegades. S'ha demostrat, des del seu descobriment en la dècada de 1980, que no és necessari que els amplificadors es trobin en una localització pròxima al promotor, poden estar a mils de parells de bases, i fins i tot en diferents cromosomes. L'estructura dels cromosomes en forma de cromatina està plegada de manera que, tot i que l'amplificador es troba lluny dels gens i del promotor, geomètricament hi està pròxim. Això li permet interaccionar amb els factors de transcripció i amb la polimerasa II. Un amplificador pot estar ubicat a l'extrem superior o inferior del gen que regula, que bé pot ser un exó o un intró
El primer pas de la transcripció in vivo és que les proteïnes conegudes com a activadores transcripcionals s'uneixin a l'amplificador, i tot seguit s'acobla l'ARN polimerasa al promotor, així com el mediador i els factors de transcripció. En la majoria dels casos la cromatina es troba en forma de filament de 30 nm, per la qual cosa aquesta unió atreu els complexos remodeladors de la cromatina i els enzims que modifiquen les histones.

## Estructura dels amplificadors
Des d'un punt de vista estructural, un amplificador no difereix molt d'un promotor: ambdós són complexes multiproteics que contenen seqüències de bases i mòduls de regulació que controlen la seva funció (associant-se a proteïnes específiques). Això no obstant, la densitat d'aquests mòduls és major als amplificadors, ja que la seva longitud mitjana és, aproximadament, de 100 parells de bases. Per tal de regular els gens en l'inici de la transcripció, disposen de dominis d'activació específics que s'uneixen directament o indirecta a proteïnes de tipus TFII, incrementant d'aquesta manera la freqüència de la transcripció. L'orientació de l'amplificador es pot invertir sense que això afecti a la seva funció. A més, un amplificador pot ser extirpat i inserit a altres parts del cromosoma, i continuar regulant la transcripció. Aquesta és la raó per la qual els polimorfismes als introns són comprovats tot i que no són traduïts. Els amplificadors contenen elements bidireccionals que faciliten l'inici de la transcripció.

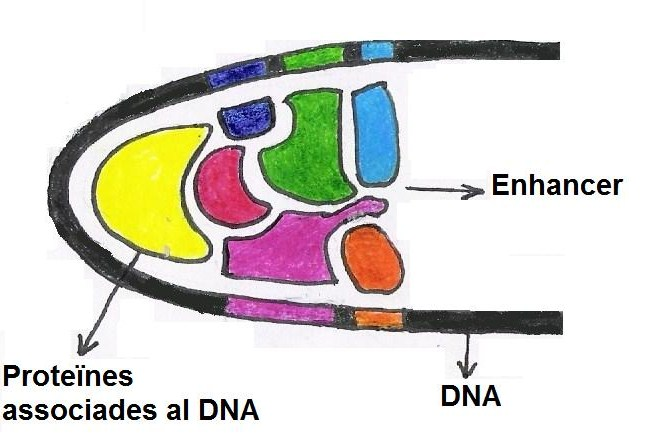
Representació esquemàtica de gens reguladors units a l'amplificador

## Acció dels amplificadors

### Regulaciócis
Els mecanismes de regulació es poden entendre millor com un reòstat que com un interruptor. Aquestes regulacions poden ser de tipus cis o trans:
Quan l'element regulador de la transcripció és part del polinucleòtid on es localitza el gen a regular, es denomina regulació "cis". És el cas de seqüències especials d'ADN com promotors i amplificadors.
Els amplificadors actuen augmentant la concentració dels activadors prop del promotor, activant-los a qualsevol distància en flux ascendent o descendent respecte d'aquest. A més, modifiquen l'estructura de la cromatina.
La funció de l'amplificador implica la mateixa interacció amb l'aparell basal que les interaccions dependents d'elements promotors de flux ascendent. Els amplificadors són modulars, igual que els promotors.

### Regualciótransexcepcionalment
En certes ocasions, també és possible que els amplificadors actuïn en configuració "trans" per lligament de l'ADN contingut en el promotor diana amb ADN de l'amplificador a través d'un pont proteic o per concatenació de les dues molècules. Un exemple interessant en circumstàncies naturals d'aquesta excepció és la transfecció. L'aparellament dels autosomes permet a un amplificador d'un cromosoma activar un promotor del cromosoma homòleg. Això recolza que els amplificadors actuïn per proximitat.

## Teories sobre el funcionament dels amplificadors
Actualment existeixen dues teories diferents sobre el processament d'informació transcripcional que té lloc als amplificadors. Això no obstant, una nova combinació de tècniques (FISH i ChIP) poden proporcionar nous coneixements sobre el mecanisme pel qual els amplificadors exerceixen el seu control.

### Teoria dels enhanceosomes intel·ligents
La unió de proteïnes reguladores als múltiples llocs d'unió d'un intensificador (amplificador) pot catalitzar la formació d'enhanceosomes. Un enhanceosoma és un gran complex proteic que actua sinèrgicament per activar la transcripció. Els enhanceosomes ajuden a reclutar la maquinària transcripcional. Els reforçadors i les proteïnes associades a ells, depenen de l'acció cooperativa i coordinada d'aquesta estructura. Poden ser desactivats per mutacions puntuals que desplacen o eliminen els llocs d'unió de les proteïnes individuals. El fet que les proteïnes associades als amplificadors tinguin un alt grau de cooperació provoca que les diferents alteracions als llocs d'unió tinguin conseqüències dràstiques sobre la funció de l'amplificador. L'acció de l'enhanceosoma és, doncs, més que la suma de les contribucions dels factors individuals, ja que emergeix d'una xarxa d'interaccions.
Les proteïnes estructurals corben l'ADN per promoure interaccions cooperatives entre les altres proteïnes d'unió a l'ADN. En aquesta forma d'acció de l'enhanceosoma, la transcripció només s'activarà a nivells molt elevats, quan totes les proteïnes estiguin presents i tocant-se les unes amb les altres de manera correcta.

### Teoria de flexible billboards
La seva traducció correspon amb la de teoria de tanques flexibles o cartell potenciador. És una teoria menys integradora que suggereix que els llocs d'unió estan disposats de manera flexible, perquè les proteïnes associades a l'amplificador no funcionen com una sola unitat, amb una estructura general fixa i definida, sinó més aviat un conjunt de factors que actuen per separat o petits grups de factors que de forma independent, interaccionen amb la maquinària de transcripció basal. Aquestes proteïnes regulen l'expressió gènica de forma independent i la seva suma és llegida per la maquinària de transcripció basal.

## Factors limitants: Aïllants
Els amplificadors poden interferir amb la regulació dels gens propers, perquè aquesta activació imprecisa no succeeixi, s'han desenvolupat elements reguladors anomenats aïllants. Els aïllants són seqüències d'ADN que eviten l'activació i actuació massiva dels amplificadors en gens distants quan no escau. La ubicació central d'aquests entre l'amplificador i el promotor és la responsable del bloqueig direccional que impossibilita que l'amplificador activi el promotor. Es creu que l'ADN està organitzat en bucles que contenen gens actius. Segons aquest model, els aïllants actuarien traslladant un promotor a un nou bucle, on quedaria protegit de l'acció de l'intensificador o amplificador. Aquests aïllants també bloquegen l'acció de l'heterocromatina.

## Funció dels amplificadors en el desenvolupament i diferenciació cel·lular
Els amplificadors duen a terme un paper rellevant durant els diferents estadis de desenvolupament embrionari en organismes pluricel·lulars. La presència d'un determinat amplificador comporta el control de l'expressió d'un gen concret en cada tipus cel·lular a les espècies. És a dir, són els encarregats de la transició d'un estadi cel·lular al pròxim, màxims responsables del desenvolupament i de l'especialització cel·lular i d'espècies.

## Malalties
Els amplificadors, un dels elements reguladors de l'splicing (maduració), són diana freqüent de mutacions, que provoquen malalties.
- La malaltia de Hirschprung està associada a una mutació del RET amplificador. El RET protooncogen, codifica un receptor de la tirosina-cinasa als membres de la cèl·lula glial, derivat lineal de les molècules extracel·lulars de senyalització. La pèrdua de RET a causa de mutacions funcionals, està associada al desenvolupament de la malaltia de Hirschsprung, mentre que el guany de les mutacions funcionals està associat amb el desenvolupament de diferents tipus de càncer humà, inclòs el carcinoma medul·lar tiroide, neoplàsies endocrines tipus 2A i 2B, feocromocitoma i hiperplàsia paratiroidal.[4]
- Mutacions en l'amplificador del virus de la leucèmia murina AKV produeixen inhibició en la inducció de limfomes de cèl·lules B madures i un canvi en l'especificitat de la malaltia cap a la fase de cèl·lules plasmàtiques més diferenciades.
- El complex de la gamma-secretasa, integrat per la presenilina, l'amplificador presenilina 2 (Pen-2), nicastrina, i Aph-1, catalitza la ruptura definitiva de la proteïna precursora amiloide per generar la proteïna tòxica β amiloide el principal component de les plaques al cervell dels pacients amb la malaltia d'Alzheimer.[5]
- Una xarxa d'interacció de proteïnes uneix GIT1 (un amplificador de l'agregació de la huntingtina) a la malaltia de Huntington.[6]

## Exemples d'amplificadors
- La diferenciació dels adipòcits (normal o patològica) comença amb l'expressió de dues famílies de reguladors gènics una de la qual és: CEBP (CCAAT/enhancer binding protein).
- En llevats es troben elements anàlegs als amplificadors coneguts com a seqüències activadores en flux ascendent (UAS), que actuen d'igual forma, però no poden en flux descendent.
- Un altre exemple són els gens d'immunoglobulines, que contenen amplificadors dins la unitat de transcripció. Els amplificadors d'immunoglobulines semblen només estar actius en els limfòcits B, on s'expressen els gens de les immunoglobulines. O sigui, són part fonamental del control de l'expressió gènica.